# Другата Болейн
Другата Болейн е американски филм от 2008 година, на режисьора Джъстин Чадуик. В главните роли са Натали Портман, Скарлет Йохансон и Ерик Бана. Филмът е създаден по книгата на Филипа Грегъри The Other Boleyn Girl.
 Внимание:  Текстът по-долу разкрива сюжета на произведението (или части от него)!
„Другата Болейн“ е свободно адаптиран по едноименния роман на Филипа Грегъри.
Две сестри, Мери и Ан Болейн си съперничат за сърцето, леглото и мястото до трона на крал Хенри VIII.
През XVI век в английския кралски двор изобилства от желание за власт. Нищо не може да доведе така сигурно до нея, както уреденият от икономически интереси брак. Красивите, млади девойки са най-добрата инвестиция за придобиването на недвижими блага, добро материално състояние и издигане в йерархията на градската аристокрация. Сестрите Болейн не правят изключение от суровата традиция и при посещението на най-важния мъж в страната – крал Хенри VIII в родния им град, на едната от тях – Ан, е наредено да го забавлява, като споделя трапезата, забавата и постелята му. Вниманието на капризния монарх обаче, е привлечено от другата сестра – Мери. Свикнал винаги да получава каквото иска, Хенри бързо става редовен гост в леглото на плахата девойка, изпращайки всички надежди на амбициозната Ан да бъде част от живота му.
Мери е отведена в двореца като част от придворната свита на кралица Катерина, законната съпруга на Хенри, която обаче не може да му роди така силно желаният наследник. След кратка но бурна любовна афера, Мери забременява. Тежката бременност която изкарва обаче я поваля на легло и тя спира да представлява интерес за краля. Колелото на съдбата се завърта, когато отегчен от болнави съпруга и любовница, кралят попада право в обятията на порасналата и захитряла Ан. С лекотата и грациозността на истинска благородница, хитрата девойка успява да отпрати сестра си в дълбоката провинция, принуждавайки Хенри да обяви детето им за незаконно. Тя успява да го убеди да обяви брака си с Катерина за невалиден и на престола на английската кралица се възкачва самата тя, обещавайки да го дари с дългоочаквания син. Ан наистина ражда, за жалост на краля обаче – дъщеря, която кръщават Елизабет. След поредната бременност и поредния спонтанен аборт, съдбата като че ли и е обърнала гръб. Осъзнавайки че стремглаво започва да губи позициите си пред Хенри и лукавата му свита, Ан предприема отчаяната стъпка която я отвежда до ужасяващия и край.
Кралят все по-рядко започва да посещава леглото и, а из двореца все по-настоятелно започва да се говори, че в обятията му вече се е настанила друга. Отчаяна, уплашена и разбирайки че да му роди син е единствения и шанс да се задържи на трона, Ан прави немислимото – встъпва в кръвосмешение със собствения си брат Джордж. В кралския двор обаче няма място за тайни. Ан е разкрита и по заповед на самия крал е изправена пред съд. Призната е за виновна по обвинения в магьосничество, кръвосмешение и държавна измяна. Тя е детронирана от престола на кралица и осъдена на най-тежкото за онова време наказание – смърт чрез обезглавяване. С главата на Ан, на ешафода падат и амбициите на фамилията Болейн. След като целият и свят рухва, Мери събира смелост да остави зад себе си измамният дворцов блясък, да напусне кралските земи, да преоткрие голямата любов и да съхрани себе си след разпадането на семейството и жестоката съдба на Ан.